# イヒンバ温泉
イヒンバ温泉（－おんせん、英: Ihimba hot springs）は、ウガンダカバレ Kabale郊外8kmの国道カバレ＝カトゥナ線沿いにある温泉。その名はこの付近に居住するヒンバ族に由来する。
イヒンバ温泉は泥質だが国道脇の快適なプールで、ユーカリの森の陰にある。
湯治の効能から現地の住民の間ではよく知られている。キゲジのキガ族（Bakiga）やルワンダ人も、リューマチ、腰痛、その他の治療にこの温泉を利用する。